# Antal Megyerdi

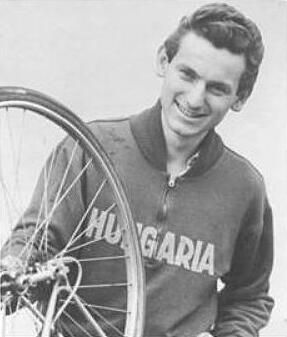
Megyerdi 1960

Antal Megyerdi (* 5. Dezember 1939 in Budapest; † 10. März 2013) war ein ungarischer Radrennfahrer. Er war Mitglied im Tipográfia Budapest und von Beruf Drucker.

## Sportliche Laufbahn
Megyerdi war Staatsamateur im ungarischen Radsportverband. Er war im Straßenradsport aktiv und begann mit dem Radsport im Verein Vasas Csepel. Später wechselte er zu Tipográfia Budapest und Dózsa Újpesti. Bereits mit 20 Jahren gewann er die Slowakei-Rundfahrt 1960, gehörte aber bereits ein Jahr zuvor zum Aufgebot der ungarischen Nationalmannschaft für die Internationale Friedensfahrt. Bei diesem größten Amateur-Etappenrennen wurde der 1,69 m große Megyerdi bei seinem Debüt 75. von 92 gewerteten Teilnehmern. Bis 1969 war er mit Ausnahme von 1967 bei allen Friedensfahrten dabei, seine erfolgreichste der zehn Touren war 1966, als er nach einem Etappengewinn am Ende Achter wurde. 1962 wurde er bei der Amateurweltmeisterschaft der Straßenfahrer in Italien Neunter, bei den Olympischen Spielen 1964 in Tokio 47. im olympischen Straßenrennen. In der Jugoslawien-Rundfahrt 1965 wurde er Sechster.
Zu seinen bedeutendsten nationalen Erfolgen zählen der ungarische Landesmeistertitel im Bergzeitfahren 1959, 1960, 1961, 1962, 1963, 1965 und 1966 sowie der Sieg beim Mecsek-Cup 1960, 1962 und 1965. Im Bahnradsport gewann er zwei nationale Titel.
1962 startete er bei den UCI-Straßen-Weltmeisterschaften und wurde beim Sieg von Renato Bongioni als 9. im Straßenrennen der Amateure klassiert.

## Berufliches
Nach seiner aktiven Karriere arbeitete er als Trainer im Verein Tipográfia Budapest.